# Gerbillus dongolanus
Gerbillus dongolanus — гризун, поширений переважно в Донголі, Судан. Іноді її вважають підвидом Gerbillus pyramidum. Цей вид пов'язаний з піщаними місцями проживання в пустельних і напівпустельних районах.